# Ніна Фаут
Ніна Фаут (англ. Nina Fout, 23 червня 1959) — американська вершниця і вершниця.
Бронзова призерка Олімпійських Ігор 2000 року в командному триборстві.